# Cefpiromă
Cefpiroma (cu denumirea comercială Cefrom) este un antibiotic din clasa cefalosporinelor de generația a patra, utilizat în tratamentul unor infecții bacteriene. Prezintă un spectru larg de activitate, fiind activă atât pe bacterii Gram-negative, inclusiv Pseudomonas aeruginosa, cât și pe bacterii Gram-pozitive. 